# イートン・コーポレーション
イートン・コーポレーション（Eaton Corporation ）はアメリカ合衆国発祥の自動車部品メーカー。登記上の本社は現在、アイルランドのダブリンにある。
スーパーチャージャー、トラック用多段トランスミッション、各種燃料系バルブ、フルードパワー機器(油圧機器、空気圧機器)および関連システムなどの製造販売を手掛ける。無停電電源装置のメーカーでもある

## 歴史
- 1911年 ジョセフ・イートンがニュージャージー州にて創業。
- 1914年 本社をオハイオ州に移転。
- 1978年 日本法人設立。

## 日本におけるイートン
1978年に米国本社の100%出資で日本イートンが設立され、輸入元となっている。日本ではトラック用トランスミッションが主力商品となっているが、日本仕様車では現在採用されておらず、主に輸出仕様車や日本国外の現地生産車に採用されている。
スーパーチャージャーは単体でチューニングカー用のアフターマーケットパーツとして、あるいは各社のキットに含まれる形で輸入されており、日本国内のシェアはトップとなっている。例えば、日産・ノート（2代目 E12）の「エコスーパーチャージャー」や、マツダ・SKYACTIV-Xの「高応答エアサプライ」はイートン製である。
2012年から製造されていた先代の大型路線バスいすゞ・エルガハイブリッド車では、イートン製のハイブリッドシステムを搭載、AMTもイートン製を採用していた。
油圧機器事業では長年にわたり住友重機械工業との合弁会社「住友イートン機器」が行ってきたが、2001年3月、住友重機械工業から相手方持分を全て取得し完全子会社化した。2001年9月には日本イートン油圧機器営業本部を、2002年1月には住重NS油圧（株）を統合し、総合油圧機器メーカーとして事業の拡大を図っている。
なお、フィルター関係はイートンフィルトレーション株式会社、電機関係はイートン・エレクトリック・ジャパン株式会社が日本市場を担当している。

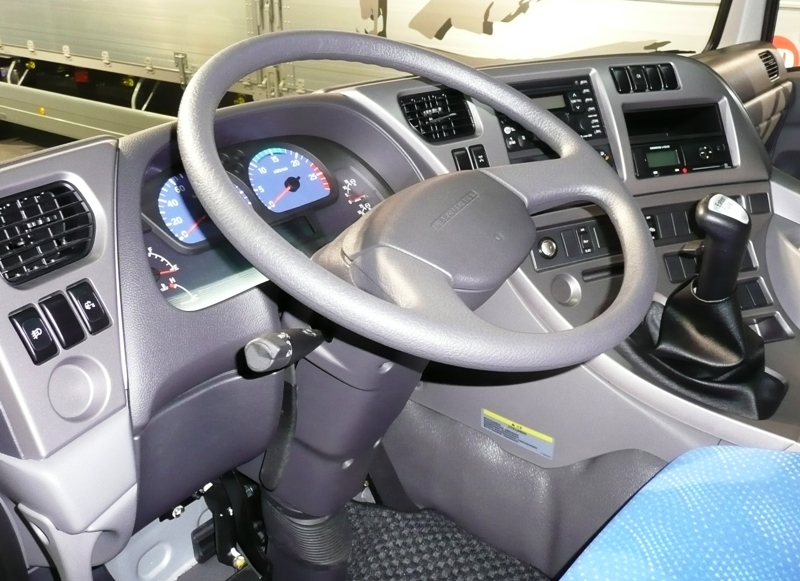
イートン製トランスミッション搭載車（中国向けクオン）
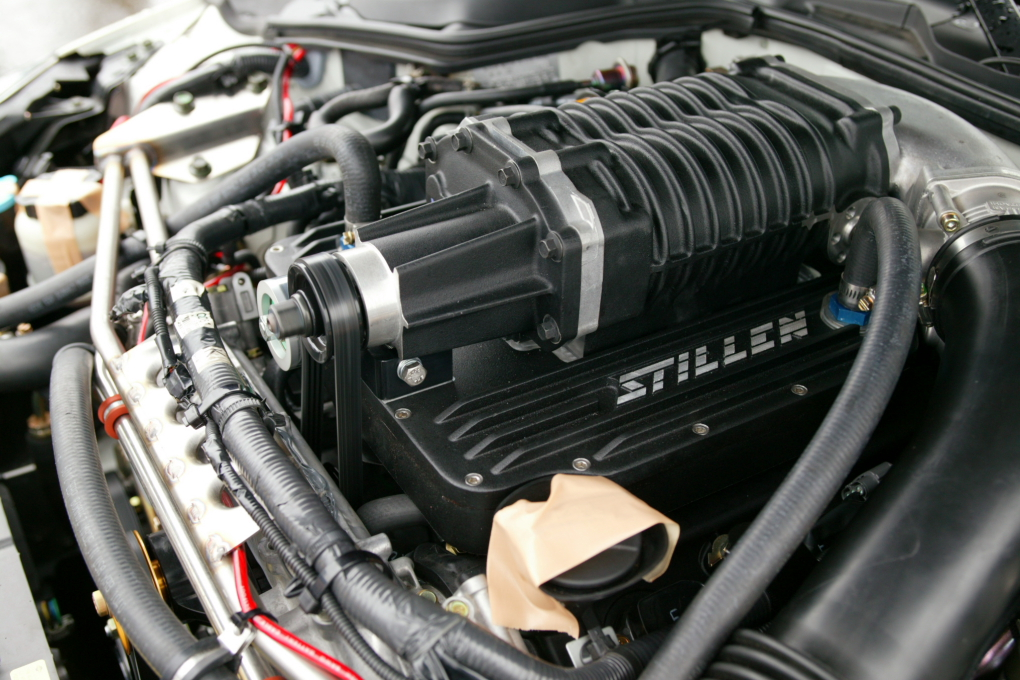
スティレン製スーパーチャージャーキットに採用されているイートンMP62
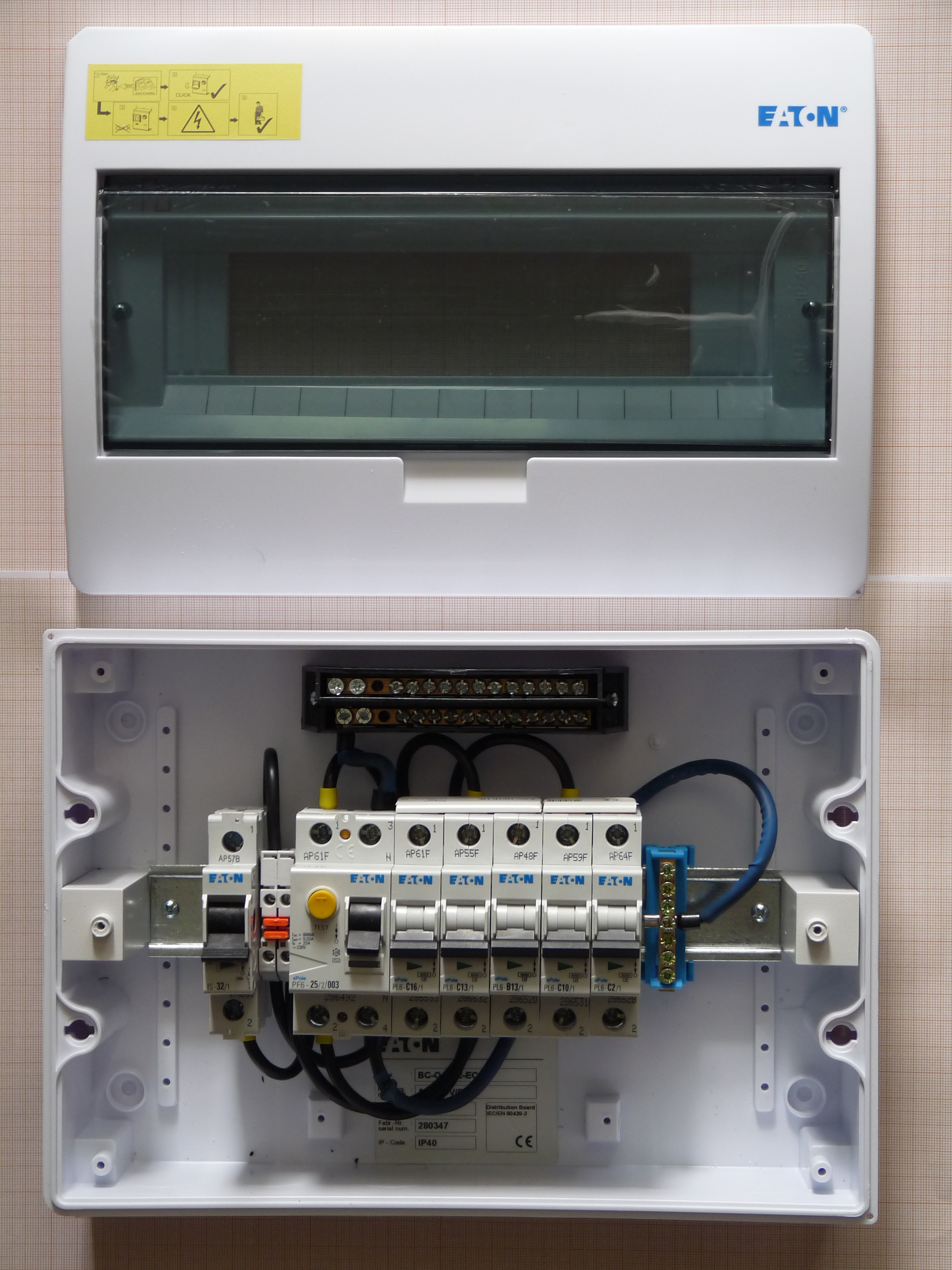
イートンの分電盤

### 採用車種
- いすゞ・フォワード
- いすゞ・ギガ
- いすゞ・エルガハイブリッド
- 三菱ふそう・ファイター
- 三菱ふそう・スーパーグレート
- 日野・レンジャー
- 日野・プロフィア
- 日産ディーゼル・ビッグサム
- UD・クオン